# Arrondissement de Tarnowitz

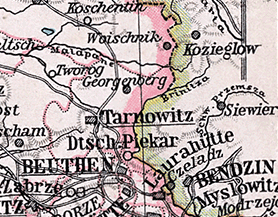
L'arrondissement de Tarnowitz sur une carte de 1905

L'arrondissement de Tarnowitz est un arrondissement prussien de Haute-Silésie de 1873 à 1926. La plus grande partie de l'arrondissement tomba aux mains de la Pologne en 1922, tandis que le reste restant dans le Reich allemand est absorbé dans l'arrondissement de Beuthen-Tarnowitz en 1927. Pendant l'occupation allemande de la Pologne, un arrondissement de Tarnowitz existe de 1939 à 1941 dans le district de Kattowitz.

## Histoire
En raison de la croissance continue de la population de la Haute-Silésie au XIXe siècle, l'arrondissement de Beuthen s'avère trop grand. Il est donc divisé en quatre arrondissements en 1873. Le nouveau arrondissement de Tarnowitz est formé à partir d'une partie de l'arrondissement de Beuthen. Le 8 novembre 1919, la province de Silésie est dissoute et la nouvelle province de Haute-Silésie est formée à partir du district d'Oppeln..
Lors du plébiscite de Haute-Silésie du 20 mars 1921, 38,3 % des électeurs de l'arrondissement de Tarnowitz votent pour le maintien dans le giron allemand et 61,7 % pour la cession à la Pologne. En raison des résolutions ultérieures de la Conférence des ambassadeurs de Paris, la plus grande partie du district dut être cédée à la Pologne en 1922, où le powiat de Tarnowskie Góry en est formé dans la nouvelle voïvodie autonome de Silésie.
Le reste de l'arrondissement reste avec l'Allemagne, avec les communes et districts de domaine de Broslawitz, Friedrichswille, Groß Wilkowitz, Kempczowitz, Larischhof, Miedar, Mikultschütz, Pilzendorf, Ptakowitz, Stollarzowitz et Wieschowa, est fusionné le 1er janvier 1927 avec la partie de l'arrondissement de Beuthen restée avec l'Allemagne en 1922 pour former l'arrondissement de Beuthen-Tarnowitz. Le bureau du nouveau arrondissement se trouve à Beuthen.
Après l'attaque allemande du 26 novembre 1939, le powiat polonais de Tarnowskie Góry devient, sous le nom d'arrondissement de Tarnowitz, une partie du nouveau district nouvellement formé de Kattowitz dans la province de Silésie. Après que l'arrondissement de Beuthen-Tarnowitz ait été reclassé du district d'Oppeln au district de Kattowitz, les deux arrondissements sont administrés uniformément à partir de Tarnowitz. Le 18 janvier 1941, la province de Silésie est dissoute. La nouvelle province de Haute-Silésie est formée à partir des anciens districts de Kattowitz et d'Oppeln. Le 1er juin 1941, les deux arrondissements de Beuthen-Tarnowitz et Tarnowitz sont formellement réunis pour former le nouveau arrondissement de Beuthen-Tarnowitz avec le siège de l'administrateur d'arrondissement à Tarnowitz. Au printemps 1945, le territoire de l'arrondissement est occupé par l'Armée rouge et appartient depuis lors entièrement à la Pologne.

## Évolution de la démographie
| Année | Habitants | Source |
| ----- | --------- | ------ |
| 1885  | 47 856    | [ 7 ]  |
| 1900  | 62 277    | [ 8 ]  |
| 1910  | 77 583    | [ 8 ]  |
|       |           |        |
| 1925  | 28 974    | [ 9 ]  |

Lors du recensement de 1910, 67 % des habitants de l'arrondissement de Tarnowitz se déclarent purement polonophones et 27 % comme purement germanophones. 95 % des habitants sont catholiques en 1910 et 5 % protestants

## Administrateurs de l'arrondissement
- 1873–188400Bernhard Barchewitz
- 1884–189100Axel von Varnbühler
- 1891–189800Arthur von Falkenhayn (de)
- 1898–190500Friedrich Ernst Gustav von Schwerin
- 1905–191400Friedrich Wilhelm zu Limburg-Stirum (de)
- 1914–192200Waldemar von Brockhusen
- 1922–192600Kurt Urbanek (de)

## Communes
En 1910, l'arrondissement de Tarnowitz comprend une ville et 36 communes. Les communes marquées d'un  D sont restées dans le Reich allemand en 1922 et deviennent une partie du arrondissement de Beuthen-Tarnowitz en 1927,
| - Alt Chechlau - Alt Repten - Alt Tarnowitz - Bobrownik - Boruschowitz - Brinitz - Broslawitz D - Friedrichswille D - Georgenberg - Groß Wilkowitz D - Groß Zyglin - Jendryssek - Kempczowitz D - Klein Zyglin - Koslowagora - Larischhof D - Lassowitz - Miedar D - Mikultschütz D | - Naklo - Neu Chechlau - Neu Repten - Oppatowitz - Orzech - Piassetzna - Pilzendorf D(jusqu'en 1877 Grzibowitz) - Pniowitz - Ptakowitz D - Radzionkau - Rudy-Piekar - Rybna - Sowitz - Stollarzowitz D - Tarnowitz, ville - Trockenberg - Truschütz - Wieschowa D |

## Personnalités liées à l'arrondissement
- Paul von Leszczynski (1830-1918), général mort à Repten (de)